# Nicolas Guibal

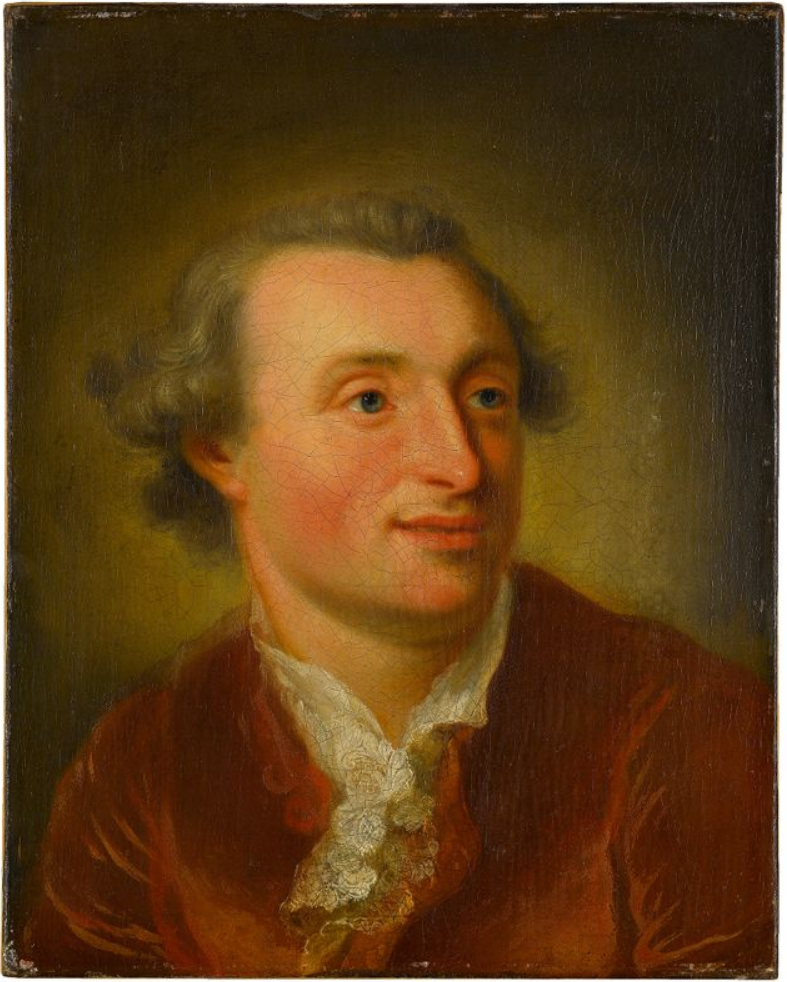
Selbstporträt, um 1760

Nicolas Guibal (* 29. November 1725 in Lunéville; † 3. November 1784 in Stuttgart) war ein württembergischer Hofmaler französischer Herkunft. Noch erhaltene Hauptwerke sind die Deckengemälde im Schloss Solitude und im Seeschloss Monrepos.

## Elternhaus und Ausbildung
Guibal war der Sohn des aus Nîmes stammenden Bildhauers Barthélemy Guibal (1699–1757). Er arbeitete zunächst als Bildhauer im Dienste von Herzog Leopold von Lothringen in Lunéville und ab 1733 für Stanislaus Leszczyński in Nancy und Umgebung. Die Mutter Marie-Catherine Barthélemy stammte aus einer wohlhabenden Familie am Ort.
Erste Anregungen erhielt er im väterlichen Atelier. Er entschied sich jedoch für eine Ausbildung zum Maler und ging nach Nancy zu Claude Charles, dem ehemaligen Hofmaler Leopolds von Lothringen. 1740 wechselte er nach Paris; ab 1745 schrieb er sich dort an der Académie des Beaux Arts bei Charles Natoire ein.

## Leben und Werk

Kopf eines jungen Mannes, Rötelzeichnung, um 1760. Städelsches Museum Frankfurt

1749 wurde er von Herzog Carl Eugen an den württembergischen Hof berufen. Er arrangierte Hoffeste und schuf Theaterdekorationen. 1750 gewährte ihm der Herzog 200 Gulden für eine Reise nach Rom. Als der Herzog 1753 selbst nach Rom reiste, überreichte ihm Guibal mehrere Gemälde. Sie gefielen dem Herzog; als dieser nach Württemberg zurückgekehrt war, stellte er ihm eine jährliche Pension von 750 Gulden für seine weitere Fortbildung in Italien aus. Die Bilder, die Guibal in Rom malte, gingen bis auf eines 1762 bei einem Brand im Neuen Stuttgarter Residenzschloss verloren. Dieses Bild ist nur in Kopie erhalten geblieben, als Stich eines Karlsschülers. Das antikisierende Bild zeigt den Einfluss von Guido Reni und Ähnlichkeiten mit einem Bild von Anton Raphael Mengs, den Guibal bei seinem Aufenthalt in Rom kennengelernt hatte.
1755, nach seiner Rückkehr aus Italien, ernannte der Herzog ihn zum ersten Maler am Hof, zum Peintre du Duc de Wurtemberg. 1758 vollendete er das große, im Zweiten Weltkrieg zerstörte Deckengemälde im Treppenhaus des Neuen Schlosses. In diesem Jahr wurde er zum Mitglied der kaiserlichen Akademie in Augsburg berufen.
Guibal heiratete 1759 Christine Regina Juliana Greber. Aus der Ehe gingen fünf Kinder hervor.
1760 wurde ihm der Titel eines Galeriedirektors und der Rang eines Hofkammerrats zugesprochen, was ihm Einkünfte von jährlich 500 Gulden einbrachte, zur Hälfte bar und zur Hälfte in Naturalien, sowie das Recht, mit zweispännigem Fuhrwerk befördert zu werden. 1763 sorgte er, gemeinsam mit dem Hofbaumeister Philippe de La Guêpière, für die Innenausstattung des neu erbauten Seehauses, das später unter dem Namen Monrepos bekannt wurde. Im Salon malte er eine Szene aus den Metamorphosen von Ovid. Im gleichen Jahr begann auch der Bau von Schloss Solitude. Guibal schuf von Baubeginn an zahlreiche Entwürfe, Wandaufrisse, Wand- und Türstücke. 1766 und 1767 wurden schließlich die beiden großen Deckengemälde im Schloss Solitude fertig: Eine Auferstehungsszene in der Kapelle und eine Allegorie auf den durch die fürstlichen Tugenden bewirkten Wohlstand des Landes im Hauptsaal. Für diese Arbeiten standen ihm als Helfer der Maler Adolf Friedrich Harper sowie Schüler der Académie des Arts zur Verfügung. Bildhauer und Kunsthandwerker richteten sich nach seinen Vorgaben. Der Herzog erhöhte seine Besoldung auf 2000 Gulden jährlich.

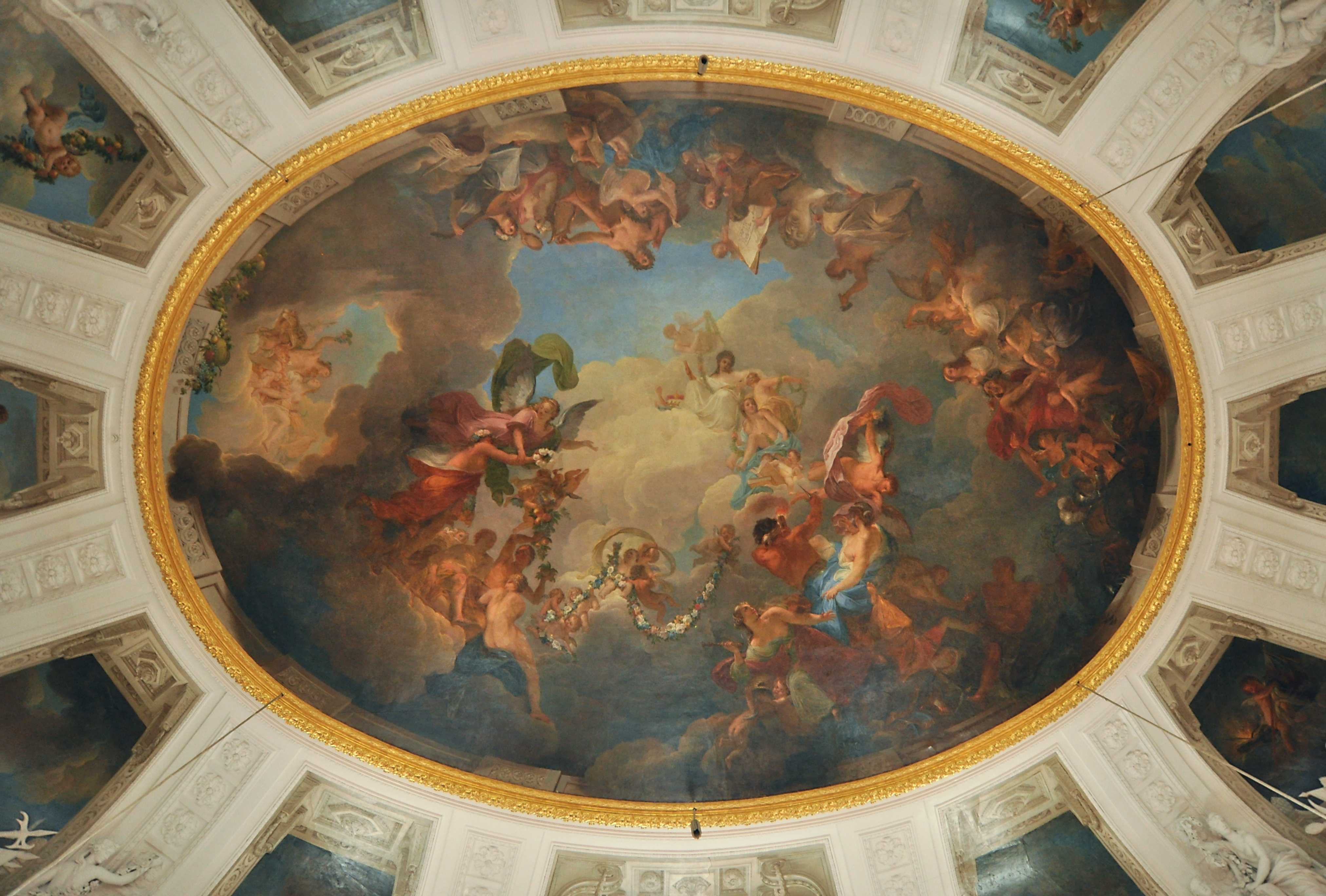
Allegorie auf den durch die fürstlichen Tugenden bewirkten Wohlstand des Landes, Hauptsaal von Schloss Solitude

Um 1770 war Guibal über die Grenzen Württembergs hinaus bekannt. Im Auftrag des Kurfürsten Karl Theodor von der Pfalz malte er im Badhaus des Schwetzinger Schlosses das Deckengemälde Aurora besiegt die Nacht – erneut eine Reminiszenz an Guido Reni in deutlicher Anlehnung an dessen Aurora im Palazzo Rospigliosi in Rom. 1774–1776 malte er zwei Altargemälde für die St. Ursenkathedrale in Solothurn, die er persönlich überbrachte. 1778 hielt er sich für einige Zeit in Mannheim auf und malte dort im Haus des Reichsfreiherrn Joseph Sebastian von Castell auf Bedernau eine Apotheose des Kurfürsten von der Pfalz. Dieses Bild ging ebenfalls im Zweiten Weltkrieg verloren. Zur gleichen Zeit entstand ein bebilderter Katalog der Düsseldorfer Gemäldesammlung des Kurfürsten Johann Wilhelm, die sich heute in der Alten Pinakothek in München befindet. Guibal entwarf dafür das Titelblatt sowie jeweils eine thematische Radierung für jeden der sechs Säle.
1774 wurde er in der Freimaurerloge Zu den 3 Cedern in Stuttgart zum Freimaurer aufgenommen. Das heute nicht mehr erhaltene Logenlokal bemalte er mit maurerischen Emblemen. Dort schuf er auch ein Deckengemälde, dessen Hauptfigur, ein in den Wolken schwebender Genius, einen Akazienzweig hielt.
1780 entwarf er für die Hohe Karlsschule fünf Deckengemälde, die er bis 1782 zusammen mit seinen Schülern vollendete. Des Weiteren entstanden in seinen letzten Lebensjahren ein Entwurf für ein Huldigungsgemälde für eine russische Delegation im Neuen Schloss, das Philipp Friedrich von Hetsch ausführte, sowie plastische Arbeiten in Stuttgart, Schwäbisch Hall, Hohenheim und andernorts. 1783 reiste er nach Paris, um dort seine von der königlichen Akademie der Wissenschaften und Künste in Rouen preisgekrönte Lobrede auf Poussin vorzutragen.
Bereits seit Ende der 1770er Jahre hatte sich jedoch sein Gesundheitszustand verschlechtert. 1781 musste er wegen häufig wiederkehrender, schwerer Krampfanfälle zur Kur nach Straßburg. Die Ärzte diagnostizierten eine Vergiftung durch schwermetallhaltige Farben. Am 3. November 1784 starb Nicolas Guibal. Die Beisetzung fand am 5. November 1784 in der katholischen Gemeinde Hofen am Neckar statt.

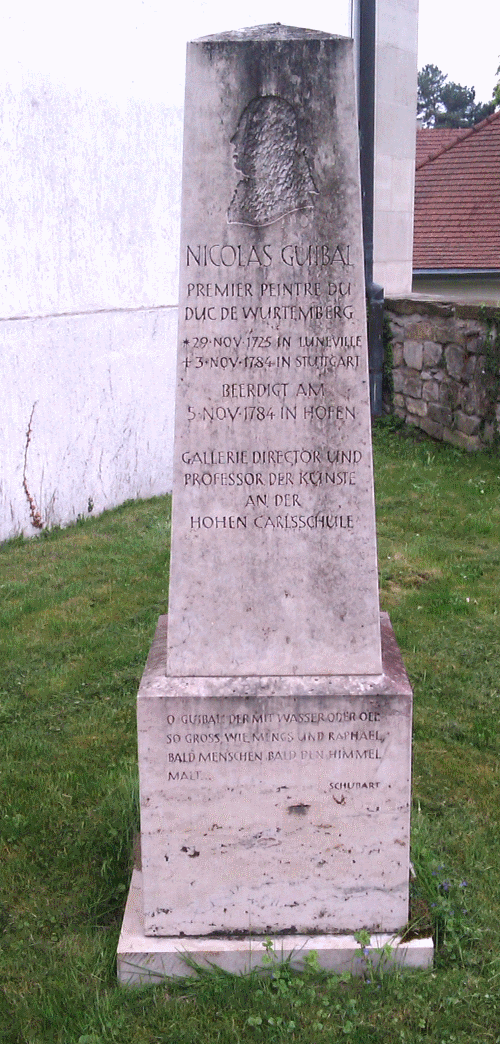
Gedenkstein in Stuttgart-Hofen

Zum Nachfolger wurde Adolf Friedrich Harper ernannt.

## Rezeption
Mit seiner Formensprache und seinen allegorischen Bildaussagen war Guibal ein später Vertreter des Barocks. Bei seinen Zeitgenossen war er hochgeschätzt. Beispielsweise verfasste der Dichter Christian Daniel Schubart eine Eloge auf ihn, und auch viele seiner Schüler bewahrten ihm treues Andenken. Dennoch geriet er kaum zwanzig Jahre nach seinem Tod in Vergessenheit, weil seine Kunst nun als veraltet galt. Hofarchitekt Nikolaus Friedrich von Thouret ließ kurz nach 1800 im Schloss Monrepos Dekorationen von Guibal und Philippe de La Guêpière zerschlagen und durch solche im Empire-Stil ersetzen. Er galt nun als Eklektizist, unter seinen posthumen Kritikern findet sich unter anderem Johann Wolfgang von Goethe, der ihm mangelnden Ernst und mangelndes Verständnis der „wohlverstandenen Zeichnung schöner gewogener Formen“ vorwarf. Bereits 1809 suchten der Maler Eberhard Wächter und der Kupferstecher Friedrich August Seyffer vergebens nach seinem Grab.
Schwere Verluste erlitt sein Werk im Zweiten Weltkrieg, als die meisten seiner Monumentalbilder sowie viele Tafelbilder und Zeichnungen zerstört wurden.

## Wirken als Lehrer
In den Jahren von 1761 bis 1784 lehrte Nicolas Guibal an der Académie des Arts und an der Hohen Karlsschule in Stuttgart. Zu seinen Schüler zählen Johann Heinrich Dannecker, Reinhard Ferdinand Heinrich Fischer, Heinrich Friedrich Füger, Philipp Friedrich von Hetsch, Joseph Nicolaus Peroux, Ludovike Simanowiz, Nikolaus Friedrich von Thouret neben anderen.